# John Farey (1766-1826)
Pour les articles homonymes, voir John Farey.
John Farey (1766 – 6 janvier 1826) est un géologue anglais né à Woburn dans le Bedfordshire. Cauchy donna son nom à une suite mathématique connue comme suite de Farey qu'il avait conjecturée.

## Biographie
John Farey est né à Woburn dans le Bedfordshire. Il poursuivit son éducation à Halifax dans le Yorkshire, et fit preuve de telles aptitudes en mathématiques, dessin et topographie qu'il se fit remarquer par John Smeaton (1724-1792). À la fin de sa scolarité, il partit pour Londres où il avait de la famille et travailla là-bas pendant plusieurs années, durant lesquelles il rencontra et épousa Sophia Hubert (1770-1830). Ils eurent leur premier enfant, John Farey Junior, lorsqu'ils étaient à Londres, puis eurent huit autres enfants, dont deux moururent en bas âge.
Farey mourut à Londres. Sa veuve fit don de sa collection géologique au British Museum qui la refusa. Elle fut donc dispersée.

## Woburn et London
En 1792, il fut nommé représentant de Francis Russell (5e duc de Bedford) pour sa propriété de Woburn. Après la mort du duc, Farey partit de nouveau à Londres, en 1802, et après avoir d'abord songé à émigrer ou prendre une ferme dans la campagne, il s'y installa en tant que topographe et géologue consultant. Il put faire ce choix grâce à son amitié avec William Smith, qui avait été recruté en 1801 par le duc de Bedford pour des travaux de canalisation et d'irrigation. En 1802, le duc, qui apprécia les connaissances de Smith en matière de strates, le chargea d'explorer les collines de calcaire au sud de Woburn afin de  déterminer la véritable succession des strates.
En 1805, John Farey succéda à Arthur Young au poste de secrétaire du Smithfield Club. Son travail de topologie l'emmena à travers tout le pays, et il fut énormément demandé par les propriétaires terriens espérant accroître leurs biens ou exploiter les minerais qu'ils possédaient. Son travail sur la géologie économique a été de grande importance pour la révolution industrielle alors bourgeonnante, grâce à sa localisation de nouvelles ressources en charbon et minerais de métaux.

## Ouvrages
Farey fut également un auteur prolifique. Le professeur Hugh Torrens (cf. références plus bas) retrouva environ 270 articles écrits par lui, ce qui multiplie par quatre le nombre donné par le Catalogue of Scientific Papers (catalogue d'articles scientifiques) de la Royal Society. Il écrivit sur divers sujets allant de l'horticulture à la géologie, en passant par la météorologie, la métrologie, la conversion d'une monnaie en système décimal, la musique, les mathématiques jusqu'au pacifisme.
Il fut un important contributeur de la Ree's Cyclopædia avec des articles sur les canaux, la minéralogie, la topologie et un grand nombre des bases scientifiques et mathématiques du son. Beaucoup de sources biographiques du XIXe siècle, dont le Dictionary of National Biography, affirmèrent à tort qu'il avait écrit l'article sur la vapeur. Il a en fait été écrit par son fils John Farey Junior En 1809, Farey rencontra William Martin, qui avait publié des travaux sur les fossiles du Derbyshire, pour savoir s'ils pouvaient créer une carte géologique commune du Derbyshire. Malheureusement, Martin fut trop malade pour le rencontrer une nouvelle fois et il mourut l'année suivante.
L'œuvre la plus connue de Farey est General View of the Agriculture and Minerals of Derbyshire (trois tomes de 1811 à 1817) qu'il a rédigé pour le conseil de l'agriculture. Dans son premier tome (1811), il fit un compte-rendu solide de la partie haute des strates britanniques et un exposé magistral sur le Carbonifère et autres strates du Derbyshire. Dans cet ouvrage et dans un article publié dans le Philosophical Magazine, vol. 51, 1818, p. 173, intitulé "Les découvertes géologiques de M. Smith exposées" (Mr Smith's Geological Claims stated), il attira l'attention sur l'importance des découvertes de William Smith.

## Suite de Farey
Le nom de Farey est beaucoup plus connu à cause de la suite de Farey, qu'il conjectura à la suite de ses travaux sur l'acoustique musicale (Philosophical Magazine, vol. 47, 1816, p. 385-6).

## Sources
- (en) H. S. Torrens, 'Farey, John (1766-1826)', Oxford Dictionary of National Biography Oxford University Press, 2004 [Consulté le 26 septembre 2004: http://www.oxforddnb.com/view/article/9154]
- (en) « John Farey (1766-1826) », dans Encyclopædia Britannica [détail de l’édition], 1911 (lire sur Wikisource).